# Fernando de la Quadra Salcedo
Fernando Tomás Sabino de la Quadra-Salcedo y Arrieta-Mascarúa (Güeñes, 2 de enero de 1890-Bilbao, 25 de septiembre de 1936) fue un abogado e historiador español, II marqués de los Castillejos, académico de la Real Academia de la Historia, director del Instituto Heráldico de Bilbao y autor de diversas obras históricas, especialmente genealógicas. Perteneció al grupo de intelectuales vascos de la Escuela Romana del Pirineo.

## Biografía
Nacido el 2 de enero de 1890, fue hijo de Tomás Pedro de la Quadra-Salcedo y Zabálburu y de María del Rosario Ana Alberta Nicolasa Arrieta-Mascarúa y Garay. 

### Revista Idearium
De la Quadra-Salcedo era de formación doctor en Derecho (1916). Coincidió con Unamuno en la revista Idearium, publicación dedicada al pensamiento fundada por Quadra Salcedo. Los colaboradores de la revista la completan Telesforo de Aranzadi, Pablo Zamarripa, Luis Araquistain, Arturo Campión, Juan de la Encina, Resurrección María de Azkue, Joaquín Zuazagoitia Azcorra, entre otros. La revista estaba editada por el Círculo de Bellas Artes y Ateneo de Bilbao. Esta publicación surge en Bilbao un año antes que la revista Hermes (1917), promovida por el empresario Ramón de la Sota.

### Interés por la economía
Fernando de la Quadra Salcedo fue educado en una familia en la que la formación intelectual era tenida en alta estima. Tenía habilidades de comunicación y así pudo divulgar sus conocimientos en periódicos y revistas de su tiempo como en la que editaba, con el título de Información, la Cámara de Comercio, Industria y Navegación de Bilbao, donde Fernando de la Quadra Salcedo publicó una serie, desde 1923 hasta su muerte en 1936. Los artículos eran fundamentalmente reivindicaciones de economistas del país, desde la época ilustrada, y fueron recogidos luego en un libro que apareció en la editorial de El Pueblo Vasco: Economistas vascongados y artículos varios sobre problemas destacados de la economía vasca (1943).

### Calles de Bilbao
Fruto también de las colaboraciones que Fernando de la Quadra-Salcedo publicó en la revista Propiedad y Construcción, que editaba la Cámara oficial de la propiedad urbana de Vizcaya, es el libro Calles de Bilbao, lleno de estampas de personajes y vivencias de las calles de la villa. De este libro realizó en 1949 una edición manuscrita, de ejemplar único.

### El fuero de las Encartaciones
Esta obra resume el interés por las leyes civiles de Fernando de la Quadra Salcedo. El libro aparece en una colección, “Clásicos del Derecho Vasco”, en la que se han publicado ocho volúmenes. En el séptimo libro de la serie –El Derecho civil de Vizcaya antes del Código Civil–, Adrián Celaya hace una recopilación de textos de Antonio Trueba, Allende Salazar y Lecanda, así como un curioso ensayo de Miguel de Unamuno sobre el derecho consuetudinario de Vizcaya.

### Propuesta de una universidad vasca (1923)
Fernando de la Quadra-Salcedo era un hombre preocupado por cuestiones de la sociedad de su tiempo. Así, propuso la creación de una universidad vasca pública. Su posición era bien distinta a la que sostenía Unamuno en la década de 1930. En una conferencia pronunciada en el teatro Bilbao, el 16 de diciembre de 1923, Quadra Salcedo hace una llamada urgente para la creación de una universidad vasca en Bilbao, invocando el sentido práctico de Peñaflorida, y solicitando una universidad del trabajo en Vizcaya, entre otros asuntos.

### Trágica muerte
Fernando de la Quadra-Salcedo murió en plena madurez, en los primeros días de la guerra civil, cuando estaba en plena redacción de Folletos históricos y de actualidad, del que sólo aparecieron dos números. Una poesía suya inspirada en su situación y denominada En la prisión de Altuna-Mendi, fue publicada en Valladolid en 1939. Murió asesinado, por milicianos socialistas y nacionalistas, al comienzo de la guerra civil española en el vapor Altuna Mendi, en la ría de Bilbao.

## Obra
- Heráldica Vascongada, 1908.
- La Vida de Lope García de Salazar, 1909.
- Bancos de Emisión en el País Vasco, 1914.
- El Canto de Guerra de los Vascos, 1914.
- La Personalidad Vasca en la Literatura Poética, 1914.
- La Patria de Antonio de Guevara, 1915.
- Los Vascos en el Concilio de Trento, 1915.
- Fuero de las Muy Nobles y Leales Encartaciones, 1916.
- Del Diálogo de la Amistad, 1917.
- Versolari (prologado por Valle-Inclán), 1917.
- El Pensamiento Político de Navarra en el Renacimiento", 1918.
- La Cueva de Basondo, 1918.
- Las Bellezas Bilbaínas del s. XVIII, 1918.
- Libros Raros y Curiosos de la Imprenta en Bilbao, 1919.
- Llanto de los Pirineos, Madrid, 1919.
- Las Obras de Jaúregui, Pintor de Cervantes, 1920.
- Los Amigos del País, 1921.
- Casas de Ayala y Murga, 1922.
- La Primera Vuelta al mundo. Intervención de Vizcaya, 1923.
- Varios artículos recopilados en Economistas Vascongados y Artículos Varios sobre problemas destacados de la Economía Vasca, 1943.